# Kaigun kókútai

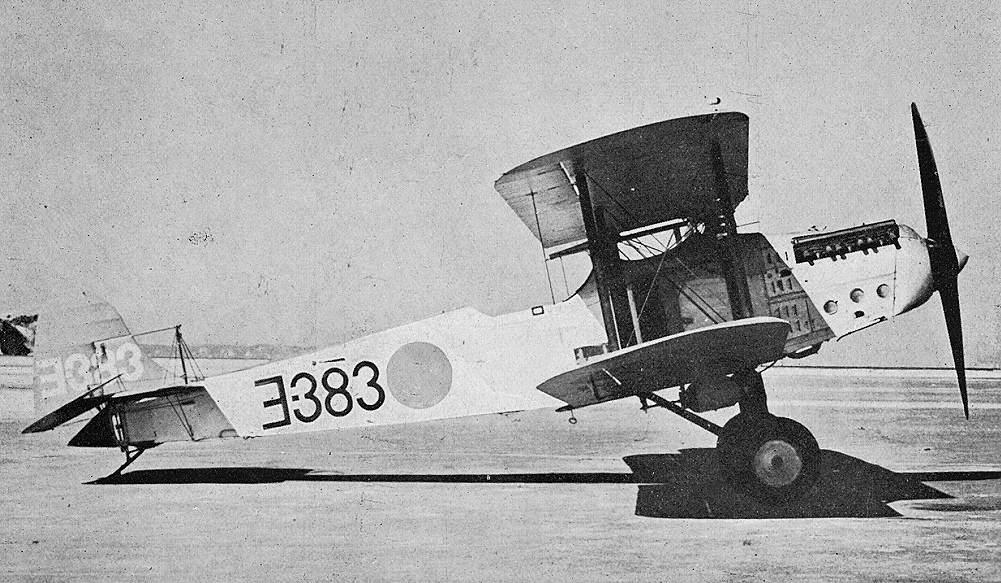
Příslušnost letounů ke konkrétní kókútai prozrazoval prefix kódu přiděleného jednotlivým strojům. Tento B1M „ヨ-383“ patřil k Jokosuka kaigun kókútai

Kaigun kókútai (海軍航空隊), zkráceně kókútai (航空隊), či jenom kú (空), byla – po většinu doby své existence (1916 až 1945) – pozemní námořní letecká jednotka, základní operační jednotka japonského císařského námořního letectva. Jednalo se o organizační strukturu zahrnující 24 až přes 100 letadel (organizovaných do hikótai [飛行隊]), létající a pozemní personál a celou příslušnou pozemní základu.
První kókútai nesly jména podle mateřské základny a byly podřízeny nejbližší čindžufu (鎮守府 ~ námořní základna), která mohla, ale nemusela, být totožná s mateřskou základnou. Od roku 1936 vznikaly i číslované kú. Na podzim 1942 došlo k přeznačení kókútai, které spočívalo v přiřazení trojmístného či čtyřmístného kódu. Po reorganizaci v dubnu 1944 se základní operační jednotkou stala hikótai, zatímco kókútai zůstala jako organizační struktura zahrnující několik více či méně samostatných hikótai.
Po organizační stránce kókútai odpovídala námořní kókú bokan (航空母艦 ~ letadlová loď i s palubní skupinou – hikókitai 飛行機隊), či přibližně hikó sentai (飛行戦隊) císařského armádního letectva.
Za druhé světové války byly kókútai zpravidla organizovány do kókú sentai (航空戦隊 ~ letecká flotila).

## Překlad termínukaigun kókútai
V anglické literatuře bývá (kaigun) kókútai překládána jako (Naval) Air Group, čili „(námořní) letecká skupina“. Tento termín by ale mohl navozovat představu podobnosti s Air Group (AG ~ letecká/palubní skupina) USN a FAA. Tyto Air Groups se ale od japonské kaigun kókútai v mnoha ohledech lišily (velikostí, strukturou, chybějící vazbou na mateřskou základnu, …), takže např. Hata & Izawa & Shores termín kókútai odmítají překládat. V české literatuře je též někdy kókútai překládána jako „letecký pluk“. Vzhledem k tomu, že ani československé letectvo, ani sovětské letectvo (zde авиационный полк) nebyly organizovány podle japonského císařského námořního letectva, je i tento překlad nepřesný a zavádějící.

## Historie a vývoj

### Džósecu kókútai
Před vznikem první kaigun kókútai byly hydroplány císařského námořnictva organizovány do provizorně zřízených jednotek, které byly po splnění úkolu rozpuštěny. V roce 1916 císařské námořnictvo získalo prostředky na založení prvních tří trvalých jednotek (常設航空隊 džósecu kókútai). První z nich se stala v dubnu 1916 v Jokosuce založená Jokosuka kaigun kókútai. Ta se věnovala převážně výcviku a tak se první operační jednotkou stala až Sasebo kaigun kókútai založená v září 1920 v Sasebu. V roce 1922 přibyla Kasumigaura kaigun kókútai, která jako první používala i pozemní letouny (obě předchozí kú v té době používaly výhradně hydroplány). Jako poslední z první vlny byla v prosinci 1922 založena Ómura kaigun kókútai.
Vznik dalších kú podnítilo až přijetí závěrů londýnské námořní konference (1930) a následně programy rozvoje loďstva z let 1931 (マル1計画 Maru iči keikaku) a 1934 (マル2計画 Maru ni keikaku): omezení stavby plavidel mělo (mimo jiné) kompenzovat letectvo. V roce 1934 (tedy po Maru iči keikaku a před Maru ni keikaku) již mělo podle Evans & Peattie existovat 14 Air Groups (tedy pravděpodobně nejenom kókútai, ale i palubních hikókitai) – k původní čtveřici přibyly Tatejama kú z roku 1930 a Kure kú z roku 1931. Maru ni keikaku volal po vzniku dalších osmi kókútai, které měly operovat se sedmi nových základen (Óminato, Saeki, Jokohama, Maizuru, Kanoja, Kisarazu a Činhae) do konce roku 1937.
Džósecu kókútai byly pojmenovány po své domovské základně a byly zpravidla vybaveny letouny jednoho typu (např. jenom bombardéry, jenom stíhačky, etc… Stíhací kú ale mívaly přiřazeno i několik průzkumných letounů pro zajištění navigace při dlouhých letech). Pouze Čitose, Genzan a do roku 1938 i Kanoja kaigun kókútai disponovaly jak bombardéry, tak stíhacími letouny. Peattie mezi džósecu kókútai řadí i 1. a 17. kókútai (tedy dvě číslované).

### Tokusecu kókútai
V září 1936 vznikla na Tchaj-wanu 11. kókútai – první z takzvaných tokusecu kókútai (特設航空隊 ~ speciální kókútai). Ty byly označovány jedno- či dvouciferným číslem a na rozdíl od džósecu kókútai celkem běžně disponovaly kombinovaným leteckým parkem.

### Přečíslováníkókútaina podzim 1942
K 1. listopadu 1942 byla většina kú (džósecu i tokusecu) přečíslována. Výjimku tvořily Kanoja a Takao kókútai, které byly přečíslovány už k 1. říjnu, a některé džósecu kókútai (například Sasebo kú byla přeznačena až v prosinci 1944 a Jokosuka kú si své jméno ponechala až do konce druhé světové války).
V novém systému byla kókútai identifikována třímístným nebo čtyřmístným kódem (XYZ nebo XXYZ). Číslo na první pozici (X nebo XX) identifikovalo určení kókútai (stíhací, bombardovací, …):
- 1 – průzkumná kókútai (vybavená zpravidla letouny typu C – teisacuki)
- 2 – stíhací kókútai
- 3 – stíhací kókútai
- 4 – kókútai průzkumných hydroplánů (E – suidžó teisacuki)
- 5 – kókútai palubních útočných a bombardovacích letounů (B – kandžó kógekiki a D – kandžó bakugekiki)
- 6 – palubní kókútai určená pro operace z letadlových lodí či katapulty vybavených lodí a ponorek
- 7 – kókútai pozemních útočných letounů (G – rikudžó kógekiki)
- 8 – kókútai létajících člunů (H – hikótei)
- 9 – kókútai pro námořní hlídkování
- 10 – dopravní kókútai (L – jusóki)

Číslo na předposlední pozici (Y) určovalo administrativně nadřazené čindžufu (a to i když se kú nacházela mimo domácí ostrovy):
- 0, 1 a 2 ~ Jokosuka čindžufu
- 3 a 4 ~ Kure čindžufu
- 5, 6 a 7 ~ Sasebo čindžufu
- 8 a 9 ~ Maizuru čindžufu

Číslice na poslední pozici (Z) určovala, zda se jedná o džósecu kókútai (lichá čísla), či tokusecu kókútai (sudá čísla).
Například Tainan kókútai tak byla přeznačena na kókútai 251 (2 ~ stíhací, 5 ~ podřízená Sasebo čindžufu a 1 ~ džósecu kókútai).

### Reorganizace 4. března 1944
Ke 4. březnu 1944 se hlavní operační leteckou jednotkou císařského námořnictva stala hikótai, neboli letecká složka kókútai. Hikótai byly očíslovány, mohly působit nezávisle na mateřské základně (takže celý systém kókútai se stal pružnější) a mohly být přesouvány mezi jednotlivými kókútai.

## Velení
Funkci velitele kókútai (司令 širei, či 隊長 taičó) zastával námořní důstojník, zpravidla v hodnosti čúsa (中佐 ~ fregatní kapitán), či daisa (大佐 ~ námořní kapitán). Další velitelské pozice byly:
- Fukučó (副長) – zástupce velitele, zpravidla tai'i (大尉 ~ poručík) nebo šósa (少佐 ~ korvetní kapitán)[16]
- Hikóčó (飛行長) – velitel leteckých operací, zpravidla od tai'i,[16] přes šósa až po čúsa[18]
- Hikótaičó (飛行隊長) – velitel hikótai. Mýval hodnost od kókú heisóčó (航空兵曹長, od 1942 hikó heisóčó 飛行兵曹長 ~ praporčík) až po šósa a to včetně speciálních důstojnických hodností za zásluhy (特務 tokumu)[16][18]